# 安田あとり
安田 あとり（やすだ　あとり、1994年9月 - ）は、日本のスポーツクライマー、フリークライマー。山梨県出身。神奈川大学人間科学部卒。小学校4年生でクライミングを始め、2006年にはJFAユース選手権ユースB（16歳未満）で優勝し、注目を集める。

## 経歴
- 笛吹市立芦川小学校卒
- 笛吹市立芦川中学校卒
- 山梨英和高等学校卒
- 神奈川大学卒

- 甲府市にある小瀬スポーツ公園クライミング場で体験クライミングをしたのがきっかけで、クライミングを始める（当時小学校4年生）[1]。
- 笛吹市にあるクライミングジムピラニアに通うようになり、ジムオーナーである山森政之に素質を見抜かれ、特訓を受ける。
- 2005年9月、小学校5年生の秋に前橋市にあるクライミングジムウォールストリートで開催された納涼ボルダリングコンペに参加した。初めてのコンペでは初級クラス12位と大敗し、その悔しさをバネとしてトレーニングに励む[2]。
- 2009年3月、妙高高原で開催された第9回JFAユース選手権・I-nacカップのユースB（16歳未満）部門で優勝し、総合6位という成績を収める。

## 競技会の戦績
- 2005年　第4回納涼ボルダリングコンペ（前橋市・ウォールストリート）　ビギナー12位、第10回フリークライミング群馬カップ（前橋市・ウォールストリート）キッズ4位、第6回SCC杯ボルダリング大会（浜松市・スクエアクライミングセンター）　ミドル4位・キッズ2位[3]

- 2006年　A5/THE NORTH FACE CUP 2006（相模原市・ストーンマジック　キッズ4C　3位[4]、JFAユース選手権I-nacカップ（妙高市・I-nac 国際アウトドア専門学校 ）　ユースB優勝・女子総合6位、JOCジュニアオリンピックカップ大会（南砺市・桜ヶ池クライミングセンター）　アンダーユースB4位、第11回フリークライミング群馬カップ（前橋市・ウォールストリート）ミドル優勝[5]

- 2007年　JFAユース選手権（千葉市・千葉県立幕張総合高等学校）　ユースB3位・総合7位、第10回JOCジュニアオリンピックカップ（南砺市・桜ヶ池クライミングセンター）アンダーユースB3位

- 2008年　B-session2008“GREGORY＆ヨシキP2カップ”（船橋市・船橋ロッキー）準優勝[6]、第11回JOCジュニアオリンピック（南砺市・桜ヶ池クライミングセンター）ユースB2位・総合2位、第7回アジアユース選手権（山口市・山口県セミナーパーク）　3位

- 2009年　JFAクライミング日本選手権大会（江戸川区・ロックランズ）　3位、JFAユース選手権（千葉市・千葉県立幕張総合高等学校）ユースB　準優勝、第5回ボルダリング・ジャパンカップ（深谷市・深谷クライミングビレッジ）　3位

- 2010年　第2回ジャパンユースカップ（川崎市・PUMP2号店）　優勝、JFA日本選手権マムートカップ（いわき市・ジャンダルム）準優勝、第1回高校生クライミング選手権大会（加須市・加須市民体育館）準優勝

- 2011年　第6回 ボルダリング・ジャパンカップ （長崎市）　準優勝、第25回リード・ジャパンカップ（山口市・山口県セミナーパーク）準優勝、第14回JOCジュニアオリンピック（南砺市・桜ヶ池クライミングセンター）ユースA4位、第2回全国高等学校選抜クライミング選手権（加須市・加須市民体育館）3位

- 2012年　第15回JFAユース選手権”ミレーカップ”（印西市・印西市立松山下体育館　ジュニア準優勝、IFSCワールドカップ ボルダリング アメリカ ・ヴェイル大会　16位、第3回アジアンビーチゲームズ（中国・ 海陽）ボルダー　5位

- 2013年　B-ROCKY2013（港区・ロッキーボルダリングクラブ品川）オープン女子優勝、第8回ボルダリング・ジャパンカップ(世田谷区・駒沢オリンピック公園屋内球技場)5位

## 岩場の記録
- 2007年　小川山フィロソフィー（初段）、ラブリートラバース（初段）を完登（当時12歳）[7]